# Echinoderes dujardinii
Echinoderes dujardini är en djurart som tillhör fylumet pansarmaskar, och som beskrevs av Claparede 1863. Echinoderes dujardini ingår i släktet Echinoderes och familjen Echinoderidae. Arten är reproducerande i Sverige. Inga underarter finns listade i Catalogue of Life.